# Minnesota City
Minnesota City és una població dels Estats Units a l'estat de Minnesota. Segons el cens del 2000 tenia 235 habitants.

## Demografia
Segons el cens del 2000, Minnesota City tenia 235 habitants, 84 habitatges, i 64 famílies. La densitat de població era de 349 habitants per km².
Dels 84 habitatges en un 34,5% hi vivien nens de menys de 18 anys, en un 65,5% hi vivien parelles casades, en un 7,1% dones solteres, i en un 23,8% no eren unitats familiars. En el 16,7% dels habitatges hi vivien persones soles el 4,8% de les quals corresponia a persones de 65 anys o més que vivien soles. El nombre mitjà de persones vivint en cada habitatge era de 2,8 i el nombre mitjà de persones que vivien en cada família era de 3,05.
Per edats la població es repartia de la següent manera: un 27,7% tenia menys de 18 anys, un 7,7% entre 18 i 24, un 29,8% entre 25 i 44, un 25,1% de 45 a 60 i un 9,8% 65 anys o més.
L'edat mediana era de 35 anys. Per cada 100 dones de 18 o més anys hi havia 104,8 homes.
La renda mediana per habitatge era de 46.458 $ i la renda mediana per família de 47.708 $. Els homes tenien una renda mediana de 30.000 $ mentre que les dones 22.500 $. La renda per capita de la població era de 18.430 $. Cap de les famílies i el 2,5% de la població estaven per davall del llindar de pobresa.

## Poblacions més properes
El següent diagrama mostra les poblacions més properes.